# Подениј Веки (Прахова)
Подениј Веки (рум. Podenii Vechi) насеље је у Румунији у округу Прахова у општини Балцешти. Oпштина се налази на надморској висини од 248 m.

## Становништво
Према подацима из 2002. године у насељу је живело 1850 становника, од којих су сви румунске националности.